# José Rafael Marcano
José Rafael Marcano Santelli es un ingeniero y desarrollador de videojuegos venezolano. José Rafael fue el fundador de la empresa de videojuegos venezolana Mediatech, la cual se convirtió en una de las más destacadas y pionera de la industria en la región. Entre otros videojuegos, lanzó la serie de videojuegos educativos «Las aventuras de Umi».

## Infancia y educación
La primera consola de videojuegos de José Rafael fue un Atari 2600, que obtuvo en 1979. Ha afirmado que después de conocer la consola y que para los nueve años había decidido que quería dedicarse al desarrollo de los videojuegos, descubriendo la programación a los once años. Empezó a estudiar con libros y revistas especializadas, además ir a librerías y de aprender inglés, y comenzó a ahorrar parte de sus mesadas para comprar una computadora. Antes de comprarla, realizaba los ejercicios de las revistas en papel; finalmente también aprendió a realizar diagramas de flujo diseñando videojuegos en papel.
En 1982 sus padres completaron el resto del precio para comprar una Sinclair ZX81 de 8bits. Posteriormente pudo adquirir una computadora de 16k de memoria y con ellas aprendió a programar en BASIC. Los primeros videojuegos desarrollados por Marcano tenían gráficas en ASCII. Se graduó de la escuela en 1988.
Comenzó a estudiar ingeniería de sistemas en la Universidad Metropolitana en Caracas, culminando sus estudios en la Escuela Internacional de Computación, en el municipio Chacao.

## Carrera
José Rafael empezó su carrera trabajando en diferentes ámbitos, desarrollando programas para clínicas y hoteles, como recorridos virtuales de las instalaciones. Igualmente fue analista y auditor de sistemas para empresas petroleras, bancos y distribuidoras de tecnología. Para los 22 años obtuvo la posición como gerente general de una compañía de desarrollo de software, y en 1995 fundó el estudio de videojuegos Mediatech junto a tres socios, un proyecto que siempre quiso realizar. El primer producto de Mediatech consistió en una enciclopedia que enseñaba a los usuarios a crear sus propios contenidos multimedia, y posteriormente desarrolló software para clientes desde empresas petroleras locales y alcaldías hasta entidades grandes como Apple.
Al año siguiente, en 1996, lanzó la serie de videojuegos educativos «Las aventuras de Umi», el cual incluyó el título de 1999 «Umi en la selva». Para la época, Mediatech era una de las dos o tres desarrolladoras de videojuegos que existían en Latinoamérica, y «Las aventuras de Umi» vendió más de 350 mil copias, un lanzamiento muy exitoso. El estudio también trabajó con el Museo de los Niños de Caracas, para el cual se desarrollaron más de diez advergames. La primera exhibición trabajada fue la de los Biomas, para el área de Ecología del Museo. Según Marcano, el contacto de Mediatech con el Museo se mantuvo entre 1994 y 2014, y la empresa desarrolló al menos el 80% de los kioscos interactivos en la institución.
En 1999, José Rafael obtuvo autorización para realizar videojuegos en PCs de Mazinger Z por parte de Gō Nagai, creador de la franquicia, durante una visita del mangaka a Caracas, siempre y en cuando los videojuegos no fuesen en consolas porque dichos derechos ya habían sido vendidos. A partir de la autorización salió el primer videojuego oficial de Mazinger Z en Venezuela, y otros lanzamientos como «Mazinger vs Gran Mazinger», publicado en 2001 en Venezuela, varios países de Latinoamérica y en España, vendiendo entre 70 000 y 80 000 unidades. Con la llegada de Hugo Chávez al gobierno, los ingresos de Mediatech empezaron a disminuir notablemente y se vio obligada a reducir su nómina, en parte por la pérdida de contratos con algunas empresas estatales, las cuales habían empezado a contratar a compañías simpatizantes con el gobierno.
En 2004 desarrolló el videojuego «Mazinger Z salva a Venezuela», ambientado en el contexto del referéndum revocatorio de ese año e inspirado en un sueño. El proyecto fue autofinanciado. El videojuego fue distribuido en cien tiendas, incluyendo en librerías y establecimientos de computación, tuvo una buena recepción, y José Rafael fue entrevistado por el canal de televisión Globovisión.Sin embargo, la entrega implicó problemas con el gobierno por su contenido político y Marcano fue perseguido por su creación. Las autoridades le pidieron que retirara el juego de la venta, y tiendas como VDL Books fueron cerradas por el órgano tributario SENIAT por vender el videojuego.
En 2015, José Rafael emigró junto con su familia a Bogotá, Colombia.En Colombia, Marcano lanzó otro videojuego de Mazinger Z en 2017, «Kikaiju Attack».